# 鄰苯二甲酸二(2-乙基己基)酯

同分異構

邻苯二甲酸二(2-乙基己)酯（英語： 或 ，缩写分别为与），又称鄰苯二甲酸二辛酯、酞酸二辛酯（dioctyl phthalate，缩写），化學式C6H4(CO2C8H17)2，为邻苯二甲酸与2-乙基己醇生成的酯类化合物。它是最重要的邻苯二甲酸酯，也是使用最广和产量最大的塑化剂（或俗稱的可塑劑）。

## 制备
由邻苯二甲酸酐与2-乙基己醇，在高温与催化剂条件下，经酯化反应制得：
C6H4(CO)2O  +  2 C8H17OH  →  C6H4(CO2 C8H17)2  +  H2O
全球每年产量约三亿公斤。

## 用途
由於DEHP本身物理特性良好，成本低廉，可做為PVC塑膠的塑化劑。PVC塑膠中DEHP的含量在1%到40%之間。DEHP还可作為液壓油、電容器的介電質及螢光棒中的溶劑。

### 替代品
软质聚氯乙烯物品的生产商有多种替代品选择，这些替代品都和DEHP含有相似的工业性质，包括其他邻苯二甲酸酯，如DINP、DPHP、DIDP，和非邻苯二甲酸酯，如DINCH和柠檬酸酯。

## 環境暴露
DEHP的蒸氣壓低，而PVC製造過程的溫度相當高，因此所釋放的DEHP也隨之增加，引起人們對其健康風險的關注。DEHP會被食物及水所吸收。曾在牛奶及乳酪中檢測到DEHP的存在。與含有DEHP容器接觸的食品也會受到汙染，特別是高溫以及非極性溶劑，例如用PVC包裝高油份的食品。因此美国食品药品监督管理局（FDA）規定含有DEHP的包裝材料只能包裝只含有水無脂肪的食物。DEHP在水中的溶解度不高，在土壤中DEHP污染物的移動速度很緩慢，垃圾掩埋場中棄置塑膠中DEHP滲漏的速度也相當緩慢。美国国家环境保护局規定飲用水中DEHP的含量需小於6ppb。美國安全与卫生署（OSHA）規定工作環境空氣中，DEHP含量的上限為5mg/立方公尺。

### 醫療器材的使用
許多PVC材質的醫療器材（如靜脈注射管、導尿管、鼻胃管、透析袋及管材、血袋和輸血管、空氣管等）其中可能含有DEHP。到2013年6月為止，歐盟及台灣環保署都還尚未禁用蘊含DEHP的PVC醫療軟袋、軟管（台灣環保署將DEHP等6種鄰苯二甲酸酯類塑化劑列為第1、2類毒性化學物質，不過目前僅禁止於兒童玩具中使用）。許多人因此開始關注醫療器材中DEHP是否可能透過各種醫療程序，滲濾到病人體內的問題，特別是需頻繁接觸這類醫療器材的病人，包括初生嬰兒深切治療部中的嬰兒、血友病患者或需長期接受腎透析患者。歐盟的保健和環境科學委員會指出長期接受腎透析患者的DEHP暴露量可能會超過可容忍的每日攝取量（Tolerable Daily Intake; TDI）。美國食品藥品監督管理局在2002年7月發佈一份有關DEHP公众健康通告，引述部份文字如下：「我們建議在為男性新生兒、懷有男性胎兒的孕婦及進入青春期的男性實行上述高風險的程序時，需考慮替代方案」，其替代方案即為使用不含DEHP的器材或設備 ，在公众健康通告中也提及一個替代方案的資料庫。

### 食品及飲用水
在美國，飲用水可容許的殘留值為6ppb（十億分之一），在食品容器包裝的溶出限量標準則是 1.5ppm（百萬分之一）。

## 代謝
DEHP會水解成DEMP（邻苯二甲酸单-2-乙基己酯），繼續水解會生成鄰苯二甲酸的鹽類。DEHP水解時釋放的醇類容易被氧化，生成醛類及羧酸。
在人體，雖然DEHP會在48小時內代謝90%，但不代表剩餘的塑化劑能完全排出體外，不在體內累積。在台灣有小型研究，指出民眾尿液中DEHP的代謝物分別為美國及德國人的5倍和6倍。亦有研究發現台灣孕婦尿液中DEHP的代謝物可達美國孕婦的13倍。

## 對生物體的影響

### 雌激素效应
世界衛生組織指出鄰苯二甲酸酯類進入人體和動物體內會有類似雌激素的作用，會干擾內分泌，是一种潜在的内分泌干扰物。長期暴露於DEHP環境下除了會促進女性第一和第二性徵的發育成熟作用，還會增加患上乳癌、子宮內膜癌的風險。
有研究指出，孕婦體內的鄰苯二甲酸酯濃度愈高，產下的男嬰生殖器官陰莖短小、先天畸型、尿道下裂與隱睪症的風險就愈高。另外也有研究指出孕妇血液测量出来的DEHP的代谢产物与新生男婴的阴茎变細、肛殖距变短和睾丸下降不全有明显关系。在美国，约有25%的妇女的血液中邻苯二甲酸盐浓度接近研究所用的水平。由於DEHP對成長中兒童影響很大，一些国家已经禁止玩具中含有DEHP成份。
若在成年男性體內鄰苯二甲酸酯濃度愈高，精子的數量就會愈少，品質跟活動力也愈差。加拿大廣播公司2010年的紀錄片《男人消逝時》（The Disappearing Male）中也曾探討過DEHP對男性胎兒發育、流產及男性精子計數量大幅減少之間的關係。

### 肥胖症
曾在《环境与健康展望》杂志上发表的一项基于美国疾病控制与预防中心数据的研究表明，腹部肥胖或具有可导致糖尿病的胰岛素抵抗症状的美国人相对于没有这些问题的美国人，其尿液中的DEHP和邻苯二甲酸二丁酯的代谢物浓度更高。

### 毒性
老鼠口服每千克体重30克的DEHP或兔子皮肤接触每千克体重24克的DEHP即可引发急性中毒。
在歐盟的《關於化學品註冊、評估、許可和限制法案》（REACH）中，DEHP已被列為高度關注物質。中華民國行政院環境保護署也將DEHP歸入第4類毒性化學物質。

### 心脏毒性
一项临床研究表明服用或长期暴露于DEHP中对于心肌细胞有显著的影响。在体外的研究也表明这类化合物会导致心脏不规则节律。使用DEHP处理心肌细胞后，其缝隙连接的联接蛋白数量会显著降低。

### 疑似致癌物質
DEHP會引發動物的肝臟腫瘤，被認為是人類可能致癌物質之一。在2006年舉行的第6屆「政府間化學品安全論壇」（IFCS）即提及，DEHP塑化劑為致癌物質。國際癌症研究機構（IARC）在1982年將DEHP分類為2B類致癌物質（對人體致癌的可能性較低的物質或混合物），在2000年時再降級為3類致癌物質（對人體致癌性的證據不充分，對動物致癌性證據不充分或有限）。

## 新聞事件
- 2009年10月，中華民國消費者文教基金會公佈測試結果[23]，發現測試的12款膠鞋中有5款膠鞋可塑劑「鄰苯二甲酸酯類」含量超標。建議使用者應該先穿上襪子，避免皮膚直接接觸膠鞋。[12]

- 2011年5月，台灣被傳出有市面部份含有合法添加物起雲劑的飲料及食品，因3月一件「產品之送檢抽測意外」事件，導致案情延續擴大，爆發出更多的生產廠商之產品，被陸續檢驗出違法添加了含有DEHP[16] 和DINP。 由於「起雲劑」為上游所供應的食品添加劑，此違法的有毒產品已被發現正被廣泛的使用，甚至出口到其他國家地區。此一事件已造成台灣社會的廣大民眾的震撼與恐慌，並引起國際關注。

## 外部連結
- （繁體中文）臺灣博碩士論文知識加值系統 （页面存档备份，存于）
- （繁體中文）鄰苯二甲酸二酯 （页面存档备份，存于）
- （繁體中文）膠鞋含鄰苯二甲酸二酯超標 消費者組織檢測結果 （页面存档备份，存于）
- （繁體中文）鄰苯二甲酸二(2-乙基己基)酯[永久]
- （英文）ChemSub Online : 邻苯二甲酸二辛酯 - DEHP. （页面存档备份，存于）
- （简体中文）邻苯二甲酸酯代谢研究进展 （页面存档备份，存于）
- （英文）FDA Public Health Notification: PVC devices containing the plasticizer DEHP （页面存档备份，存于）
- （英文）ATSDR ToxFAQs
- （英文）National Pollutant Inventory - Bis 2 ethylhexyl phthalate fact sheet
- （英文）.   [2011-05-28]. （原始内容存档于2008-09-06）.
- （英文）Eco-USA
- （英文）DEHP Information Centre （页面存档备份，存于） (pro-DEHP, industry-backed group)
- （英文）Report on DEHP by noharm.org
- （英文）Industry report
- （德文）Detailed overview of medical DEPH effects and strategies to avoid it (German) （页面存档备份，存于）
- （英文）Spectrum Laboratories Fact Sheet
- （英文）ChemSub Online : Bis(2-ethylhexyl) phthalate -DEHP. （页面存档备份，存于）